# Championnat de Tunisie masculin de volley-ball 1969-1970
Navigation
Saison précédente Saison suivante
Le championnat de Tunisie masculin de volley-ball 1969-1970 est la quinzième édition à se tenir depuis 1956. Il est disputé par les huit meilleurs clubs du pays en aller et retour.
L'Avenir sportif de La Marsa, dont les jeunes ont acquis de l'expérience, renoue avec les succès en réalisant un triplé (championnat, coupe de Tunisie et championnat maghrébin des clubs champions). Les auteurs de cette performance sont Moncef Ben Soltan, Naceur Bounattouf, Raja Hayder, Mohamed Wael Behi, Ridha Nafaâ, Hamadi Tej, Youssef Mejdy, Abdelmottaleb Baraket, Rafik Hayder, Moussa Ouergli, Adnen Boukef, Mondher Akkari, Abdessattar Hammami et Moncef Attia, sous la direction de Habib Ben Ezzeddine.
En bas du tableau, le Club sportif sfaxien, où la fusion avec l'Union culturelle de Sfax n'a pas bien abouti, rétrograde en ne gagnant qu'un seul set tout au long de la saison, au moment où le second club de Sfax, l'Union sportive des transports de Sfax, est devenu un compétiteur de bon niveau. Saydia Sports sauve sa place lors des barrages en battant l'Étoile sportive du Sahel (deuxième de la division 2).

## Division nationale
Le classement final est le suivant :
| Rang | Équipe                                | Points | Matchs | Victoires | Défaites | Forfaits | Sets pour | Sets contre |
| 1    | Avenir sportif de La Marsa            | 26     | 14     | 12        | 2        | 0        | 36        | 15          |
| 2    | Zitouna Sports                        | 24     | 14     | 10        | 4        | 0        | 36        | 21          |
| 3    | Union sportive des transports de Sfax | 22     | 14     | 8         | 6        | 0        | 39        | 23          |
| 4    | Espérance sportive de Tunis           | 21     | 14     | 8         | 5        | 1        | 31        | 26          |
| 5    | Club olympique de Kélibia             | 21     | 14     | 7         | 7        | 0        | 27        | 26          |
| 6    | Étoile olympique La Goulette Kram     | 20     | 14     | 6         | 8        | 0        | 26        | 31          |
| 7    | Saydia Sports                         | 19     | 14     | 5         | 9        | 0        | 27        | 31          |
| 8    | Club sportif sfaxien                  | 13     | 14     | 0         | 13       | 1        | 01        | 42          |

## Division 2
La deuxième division unique est composée de six clubs seulement après le forfait général du Progrès sportif d'El Hamma et la dissolution du Progrès sportif tunisien. Le Club sportif des cheminots retrouve la division nationale malgré une rude concurrence de l'Étoile sportive du Sahel. Les autres clubs de la division sont Al Hilal, le Sfax railway sport, Jendouba Sports et le Radès Transport Club. L'échec de cette formule amène les responsables à instaurer deux divisions 2 (Nord et Sud) pour l'exercice suivant.

## Division 3
Elle est composée de trois poules :

### Division 3 Tunis
- 1er : Union sportive tunisienne
- 2e : Union sportive de Carthage
- 3e : Monopoles Athlétique Club
- 4e : Club africain
- 5e : Club sportif de Hammam Lif
- 6e : Association sportive militaire de Tunis
- 7e : Club sportif des municipaux et sapeurs pompiers
- 8e : Al-Bouniane
- 9e : Wided athlétique de Montfleury : forfait général

### Poule Nord
- 1er : Stade africain de Menzel Bourguiba
- 2e : Avenir sportif de Béja
- 3e : Association sportive militaire de Bizerte
- 4e : Club athlétique bizertin

### Centre/Sud
- 1er : Jeunesse sportive kairouanaise
- 2e : Union sportive monastirienne

## Barrages
L'Union sportive tunisienne remporte le championnat de division 3 devant la Jeunesse sportive kairouanaise, alors que la troisième place revient au Stade africain de Menzel Bourguiba. L'équipe championne est composée de Mohamed Kamoun, Rachid Saïdi, Jamil Triki, Mohamed Mâamer, Hédi Makhlouf, Mostari Karâa, Ridha Laâroussi, Hassine Gharbi, Taoufik Belhaj, Mustapha Sabbagh, Saâdeddine Kateb, Faouzi Touiri, Abdessalem Kamoun et Ridha Ben Cheikh ; son entraîneur est Ali Bedoui.